# آنی تفنگت را می‌گیرد
آنی تفنگت را می‌گیرد (انگلیسی: Annie Get Your Gun) فیلمی در ژانر موزیکال به کارگردانی جورج سیدنی، بازبی برکلی و چارلز والترز است که در سال ۱۹۵۰ منتشر شد. این فیلم سه نامزدی اسکار و یک جایزه اسکار بهترین موسیقی فیلم را به دست آورد.

## بازیگران
- بتی هاتن
- هاوارد کیل
- لوئیس کالهرن
- ادوارد آرنولد
- کینن وین
- جی. کارول نایش
- می کلارک
- دل هندرسون
- اِلینور وَندِرویر
- جیمز هریسون
- باد فاین